# Clapra atalanta
Clapra atalanta là một loài bướm đêm trong họ Noctuidae.